# Уле Дибвад-Ульсен
Уле Дибвад-Ульсен (норв. Ola Dybwad-Olsen, нар. 4 серпня 1946, Осло) — норвезький футболіст, що грав на позиції нападника за «Люн», «Стабек», а також національну збірну Норвегії.

## Клубна кар'єра
У дорослому футболі дебютував 1964 року виступами за команду «Люн», в якій провів п'ятнаддцять сезонів, взявши участь у 219 матчах чемпіонату і заивши 119 голів. За цей час виборов по два титули чемпіона Норвегії і володаря Кубка країни.
Завершував ігрову кар'єру у команді «Стабек», за яку виступав протягом 1979—1982 років.

## Виступи за збірні
1964 року дебютував у складі юнацької збірної Норвегії (U-19), загалом на юнацькому рівні взяв участь у двох іграх, відзначившись двома забитими голами.
Протягом 1966–1968 років залучався до складу молодіжної збірної Норвегії. На молодіжному рівні зіграв у 5 офіційних матчах.
1968 року дебютував в офіційних матчах у складі національної збірної Норвегії. Протягом наступних п'яти років провів у її формі 24 матчі, забивши 9 голів.

## Титули і досягнення
- Чемпіон Норвегії (2):

«Люн»: 1964, 1968
- Володар Кубка Норвегії (2):

«Люн»: 1967, 1968